# Masaya Matsumoto
Masaya Matsumoto (松本 昌也 Matsumoto Masaya?), född 25 januari 1995 i Oita prefektur, är en japansk fotbollsspelare.
Matsumoto började sin karriär 2013 i Oita Trinita. Han spelade 97 ligamatcher för klubben. 2017 flyttade han till Júbilo Iwata.